# جورج لو كاري
جورج لو كاري هو صحفي وسياسي أمريكي، ولد في 2 يوليو 1820 في فيلادلفيا في الولايات المتحدة، وتوفي في 28 يوليو 1878 في بورتلاند في الولايات المتحدة. نشط حزبياً في الحزب الديمقراطي. وقد انتخب حاكم ولاية أوريغون ‏.